# Salaryman
Salaryman (サラリーマン, sararīman) est le terme par lequel les Japonais désignent les cadres non dirigeants d'une entreprise ou les employés (à l'opposé des ouvriers). Ce mot, pourtant à consonance anglaise, est un néologisme issu de la langue japonaise (wasei-eigo). Plus qu'un type de poste ou de responsabilités, ce mot désigne un style de vie masculin, dans lequel le travail et les collègues de travail occupent l'essentiel du temps et des centres d'intérêt du salaryman. Contrairement à ce que suppose le terme « cadre », ce type de poste est accessible au Japon à la plupart de ceux qui terminent leur premier cycle universitaire (quatre ans d'études).
Dans la culture japonaise, il est généralement considéré comme plus important de travailler pour le bien de la société tout entière que pour soi-même. Les salarymen sont censés travailler de longues journées avec beaucoup d'heures supplémentaires, et participer à des activités entre collègues après le travail telles que les soirées nomikai, le karaoké et les bars à hôtesses. Le salaryman entre généralement dans l'entreprise lors d'un recrutement groupé de nouveaux diplômés et y reste toute sa vie.
Les salarymen sont parmi les plus touchés par le karōshi, la mort par excès de travail. Dans la culture japonaise conservatrice, il est attendu des jeunes hommes qu'ils intègrent une société, et ceux qui ne suivent pas cette voie sont considérés comme des personnes moins respectables. Le fait de vouloir développer sa propre entreprise (startup) n'est généralement pas bien vu, car cela implique un fort potentiel d'échec. D'autre part, le mot salaryman est parfois utilisé de manière péjorative pour dénoncer une dépendance totale à son employeur et son manque d'individualité.

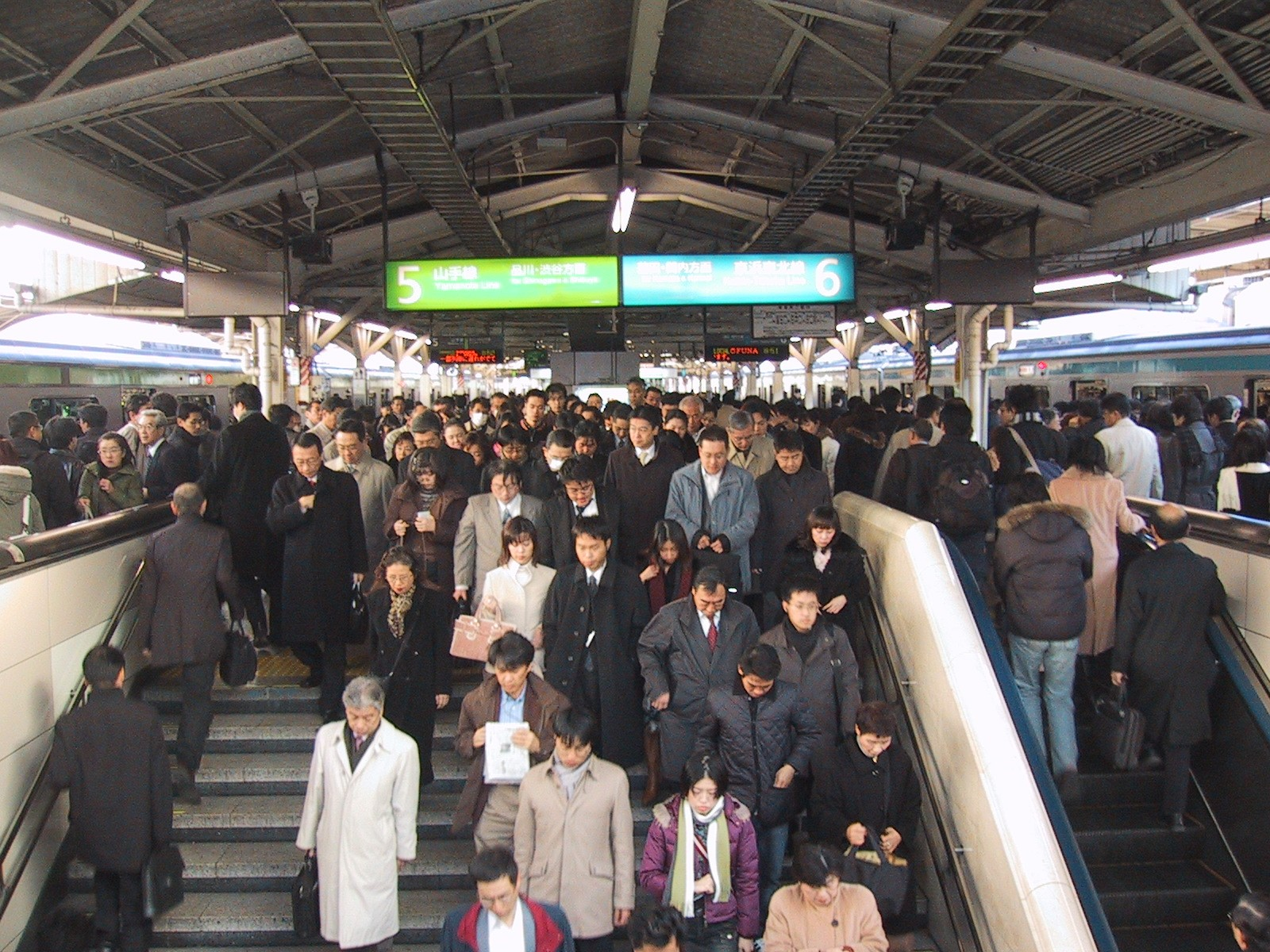
Salarymen dans leurs trajets quotidiens dans les transports en commun bondés pour se rendre à leur travail.
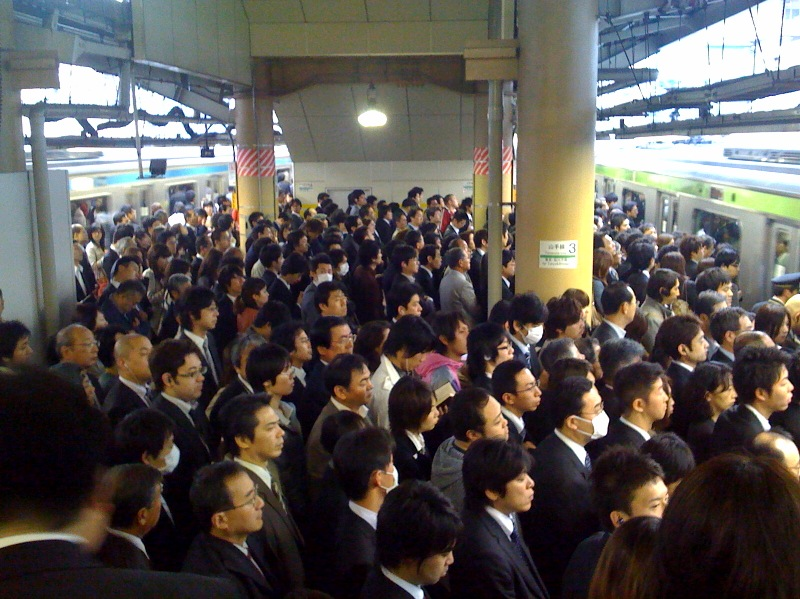
Salarymen dans les transports.
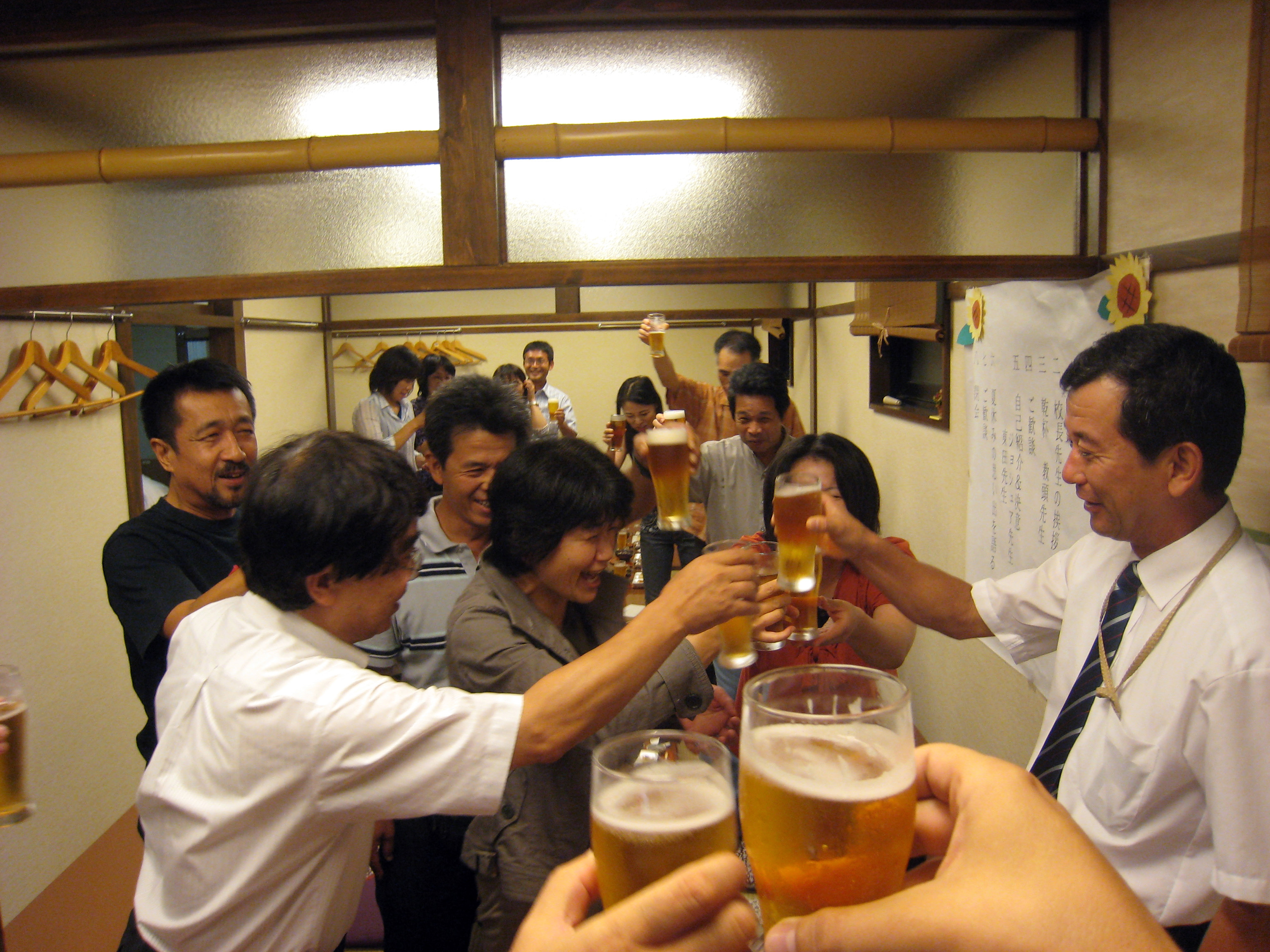
Soirée nomikai entre salarymen pour se détendre après le travail. C'est généralement le chef qui propose de partir en nomikai et il est difficile pour les subalternes de refuser.
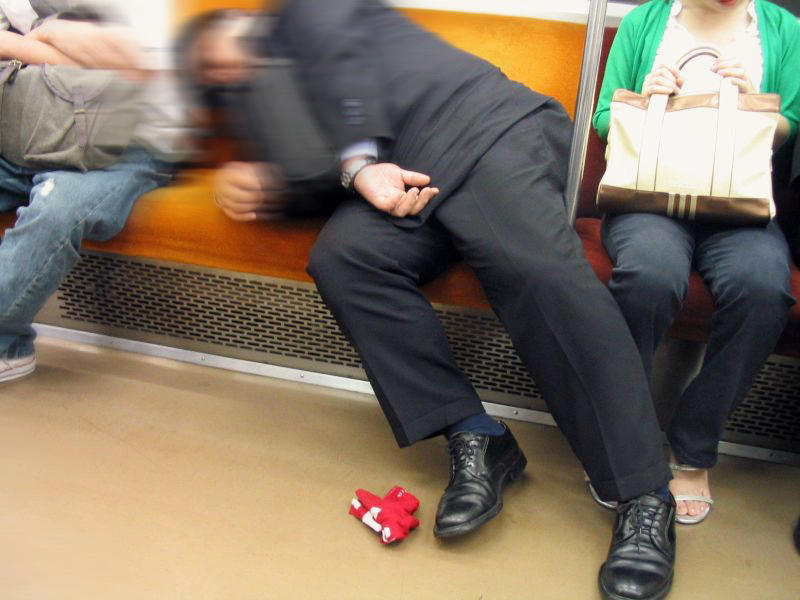
Salaryman endormi dans le métro après une longue journée de travail.
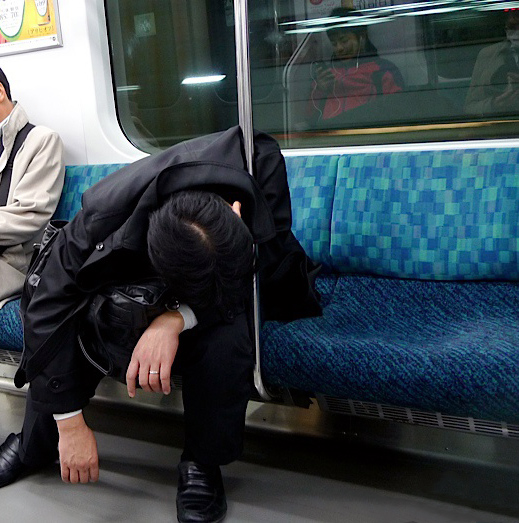
Autre salaryman endormi dans le métro.
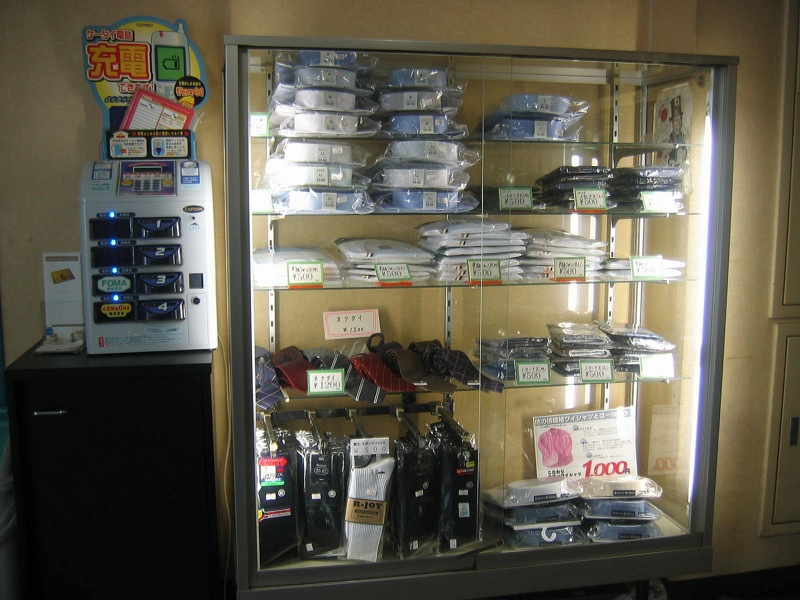
Si un salaryman a raté le dernier train pour rentrer chez lui, il passera généralement la nuit dans un hôtel capsule où des vêtements d'employé de bureau sont en vente pour lui permettre de revenir impeccable au bureau le lendemain.